# De-Méré-Paradoxon
Das De Méré-Paradoxon ist ein mathematisches Paradoxon der Wahrscheinlichkeitsrechnung aus dem 17. Jahrhundert, welches nach Chevalier de Méré benannt wurde.

## Geschichte des Paradoxons von de Méré
Als der damals bekannte französische Glücksspieler Chevalier de Méré den seinerzeit sehr geschätzten Wissenschaftler und Mathematiker Blaise Pascal traf, stellte er ihm eine Frage bezüglich des Glücksspiels. Als ihm Pascal seine Antwort präsentierte, war dieser nicht sonderlich überrascht, weil er bereits die Antwort kannte. Pascal hat zwar das Problem gelöst, aber den scheinbaren Widerspruch nicht.

## Das Paradoxon
Wirft man einmal einen idealen sechsseitigen Spielwürfel („Laplace-Würfel“), so beträgt die Wahrscheinlichkeit dafür, eine 6 zu würfeln, ein Sechstel.
Wirft man einmal zwei Laplace-Würfel, so beträgt die Wahrscheinlichkeit dafür, eine Doppelsechs zu würfeln, im Vergleich zur vorher genannten Wahrscheinlichkeit sechsmal geringer, sie beträgt nämlich 1/36.
Wirft man einen Laplace-Würfel 4-mal, so liegt die Wahrscheinlichkeit dafür, mindestens eine 6 zu würfeln, knapp über 50 %.
Wirft man die zwei Laplace-Würfel 24-mal, so liegt die Wahrscheinlichkeit dafür, mindestens einmal eine Doppelsechs zu würfeln, aber knapp unter 50 %.
Das Paradoxon besteht darin, dass die Erfolgswahrscheinlichkeit pro Wurf beim letzten Experiment genau ein Sechstel der Erfolgswahrscheinlichkeit pro Wurf beim vorletzten Experiment ist, die Anzahl der Würfe aber sechsmal so groß. Bei oberflächlicher Betrachtung könnte man daher annehmen, dass sich dies kompensiert und die
Erfolgswahrscheinlichkeiten bei den beiden letzten Experimenten gleich sind.
Bei genauerer Betrachtung ist dies jedoch nicht der Fall.

## Erklärung des Paradoxons
Beim Versuch mit den 4 Würfen ist
{\displaystyle P({\text{mind. eine Sechs}})=1-P({\text{keine Sechs}})=1-\left({\frac {5}{6}}\right)^{4}\approx 0{,}5177\approx 52\,\%}.
Beim Versuch mit den 24 Würfen ist
{\displaystyle P({\text{mind. eine Doppelsechs}})=1-P({\text{keine Doppelsechs}})=1-\left({\frac {35}{36}}\right)^{24}\approx 0{,}4914\approx 49\,\%}.
Dies überraschte und befriedigte de Méré nicht, weil er dieses Ergebnis schon kannte. Er wollte den Widerspruch gelöst haben, warum sich die Ergebnisse nicht proportional wie {\displaystyle 4:6=24:36} verhielten.
In dem 1718 erschienenen Buch „Doctrine of Chances“ wies Abraham de Moivre darauf hin, dass die „Proportionalitätsregel der kritischen Werte nicht weit von der Wahrheit entfernt ist“. Mit „kritischem Wert“ ist die Mindestzahl {\displaystyle n} an Würfen gemeint, die nötig ist, damit die Versuchs-Erfolgswahrscheinlichkeit über 50 % liegt.
Der kritische Wert {\displaystyle n} ist die kleinste natürliche Zahl, für die gilt {\displaystyle 1-(1-p)^{n}>{\frac {1}{2}}}, gleichbedeutend mit
{\displaystyle n>{\frac {\ln {\frac {1}{2}}}{\ln(1-p)}}={\frac {\ln {\frac {1}{2}}}{-p-{\frac {1}{2}}p^{2}-{\frac {1}{3}}p^{3}-\ldots }}={\frac {\ln 2}{p+{\frac {1}{2}}p^{2}+{\frac {1}{3}}p^{3}+\ldots }}}.
Hierbei wurde die Logarithmus-Potenzreihenentwicklung verwendet.
Mittels Landau-Symbolik lässt sich der letzte Term schreiben als {\displaystyle {\frac {\ln 2}{p+{\frac {1}{2}}p^{2}+{\mathcal {O}}(p^{3})}}}.
Es zeigt sich also, dass kein proportionaler Zusammenhang besteht, sondern unter anderem noch ein quadratischer Term relevant ist. Die Näherung verbessert sich immer weiter, je mehr Terme berücksichtigt werden. Die Proportionalität ist als erste Näherung brauchbar, bringt jedoch keine exakten Ergebnisse.

## Erweiterung auf mehr als zwei Würfel
Weitere analoge Experimente mit einer beliebigen Würfelanzahl k führen auf die folgende allgemeinere Fragestellung:
Wie wahrscheinlich ist es, bei {\displaystyle 4\cdot 6^{k-1}} Würfen mit k idealen Würfeln mindestens eine k-fach-Sechs zu werfen?
Mit Hilfe der Binomialverteilung erhält man als Lösung den nachfolgenden Term.
{\displaystyle 1-{\binom {4\cdot 6^{k-1}}{0}}\cdot \left({\frac {1}{6^{k}}}\right)^{0}\cdot \left(1-{\frac {1}{6^{k}}}\right)^{4\cdot 6^{k-1}}=1-\left(1-{\frac {1}{6^{k}}}\right)^{{\frac {2}{3}}\cdot 6^{k}}}
Dieser liefert für die Spezialfälle k = 1 und k = 2 jeweils die Wahrscheinlichkeit zu den beiden Experimenten von Chevalier de Méré, nämlich ca. 51,77 % bei dem 4fachen Wurf und ca. 49,14 % bei dem 24fachen Wurf. Nach der Substitution {\displaystyle n=6^{k}} zeigt der Grenzwert
{\displaystyle \mathop {\lim } \limits _{n\to \infty }1-\left({1-{\frac {1}{n}}}\right)^{{\frac {2}{3}}\cdot n}=1-{\rm {e}}^{-{\frac {2}{3}}}\approx 48,66\%}
deutlich, dass auch jede beliebige Erhöhung der Wurfanzahl und die damit einhergehende proportionale Erhöhung der Würfelanzahl den von Chevalier de Méré entdeckten scheinbaren Widerspruch nicht lösen kann.